# 三戸部貴彦
三戸部 貴彦（みとべ たかひこ、1981年9月16日 - ）は、日本の元俳優、元子役、元声優・ナレーター。神奈川県出身。宝映テレビプロダクション、リベルタに所属していた。

## 出演作品

### テレビ
- 土曜ワイド劇場 『瀬戸内殺人哀歌 湯けむり四国道後温泉、わたしが愛した女…ふたり』（1991年7月6日、テレビ朝日）
- ズッコケ三人組2（1999年、NHK教育テレビ）
- コワイ童話『親ゆび姫』(1999年9月6日 - 9月27日、TBS) - クラスメイト 役
- ウルトラシリーズ
  - ウルトラマンコスモス（2001年12月22日、MBS）第25話「異星の少女」 - チンピラ 役
  - ウルトラマンネクサス（2004年10月16日、CBC）Episode.03「巨人-ウルトラマン-」 - 若者 役
- 3年B組金八先生 第6シリーズ（TBS） - 安岡靖 役
  - 第1話「不気味な転校生が二人」（2001年）
  - 第18話「直と政則1」（2002年）
- 月曜ミステリー劇場 早乙女千春の添乗報告書 第17作「那須塩原湯けむりツアー殺人事件」(2005年10月17日、TBS) - 内藤

### 映画
- 押切 OSHIKIRI（2000年、オメガ・ミコット） - 小泉 役

### Vシネマ
- 実録・広島やくざ戦争（2000年、ミュージアム）

### 舞台
- 歌舞伎町フルモンティ(2002年9月20日 - 29日、アイピット目白)